# Qazbek Geterïyev
Qazbek Geterïyev (in kazako Қазбек Гетериев?; in russo Казбек Хазизович Гетериев?, Kazbek Chazizovič Geteriev; Selo Proletarskoe, 30 giugno 1985) è un ex calciatore kazako, di ruolo centrocampista.
Possiede il passaporto russo.